# Leopold Spoliti
Leopold Spoliti (* 1962 in Tragwein, Oberösterreich) ist ein österreichischer Schriftsteller.

## Biografie
Leopold Spoliti wurde 1962 in Tragwein in Oberösterreich geboren und lebt in Linz. Er ist Autor von Lyrik, Erzählungen und Romanen. Veröffentlichungen in Literaturzeitschriften und im Rundfunk. Spoliti ist Mitglied der Grazer Autorinnen Autorenversammlung.

## Werke
- Diagnosesplitter, Prosa und Lyrik, Edition Pro Mente, Linz 2000
- Mintex, Prosaminiaturen, Edition Das fröhliche Wohnzimmer, Wien 2002
- shorties, Kurzprosa, Arovell Verlag, Gosau 2002
- Inzügen, Lyrik, Edition Pro Mente, Linz 2005